# Krieg im Comic

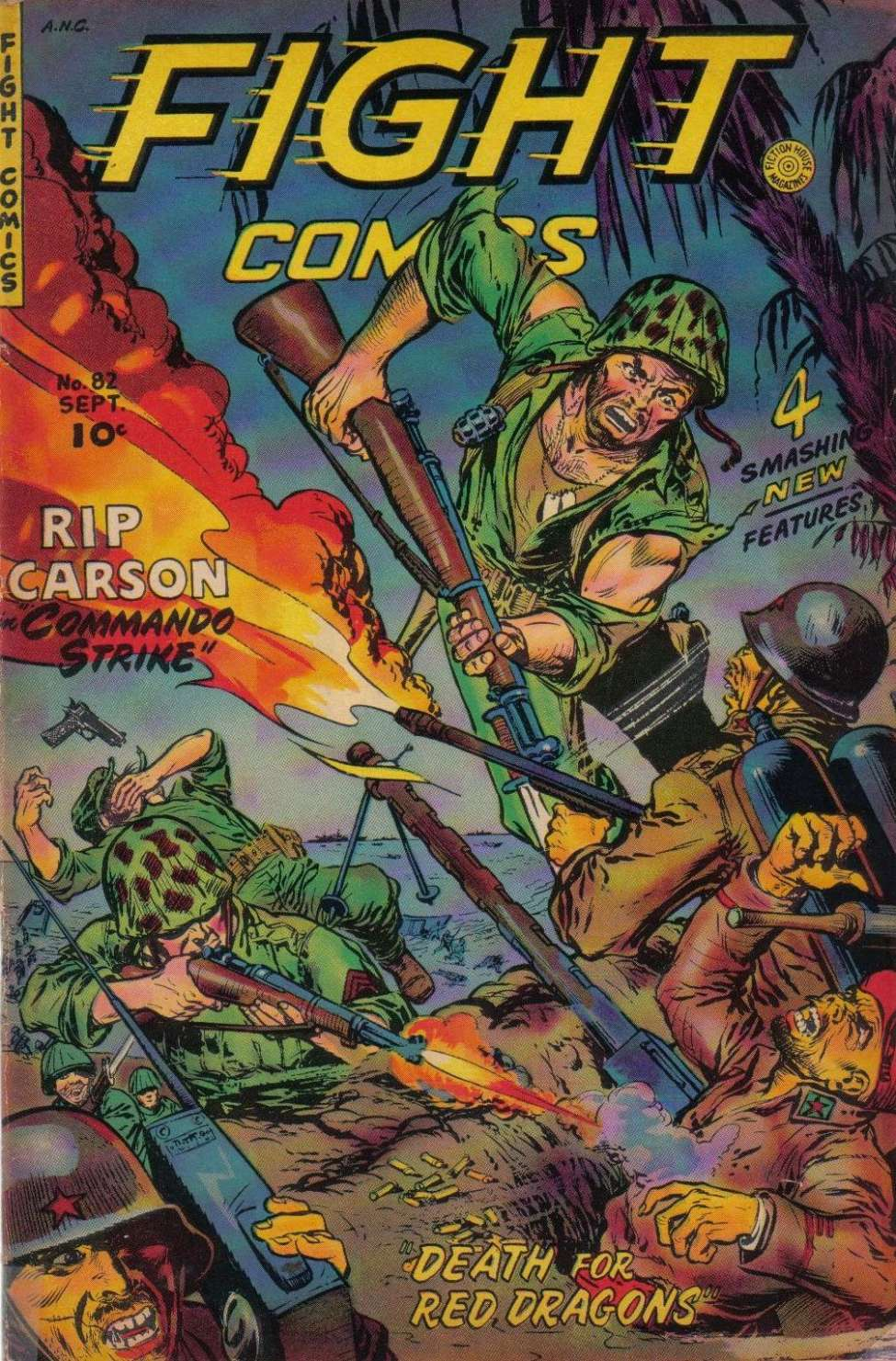
Cover von Fight Comics #82 von Maurice Whitman (Zeichnung & Tusche), September 1952, Fiction House

Das Spektrum des Motivs Krieg im Comic reicht von humorvollen Karikaturen, Werken im Dienst der Kriegspropaganda, Geschichtscomics, Literatur-Comics, Reiseberichten im Comic-Format, dokumentarischen Comics, Werken aus dem Genre Comic-Journalismus, bis hin zu digitalen Webcomics.

## Definition von Comic und Abgrenzung von verwandten Kunstgattungen

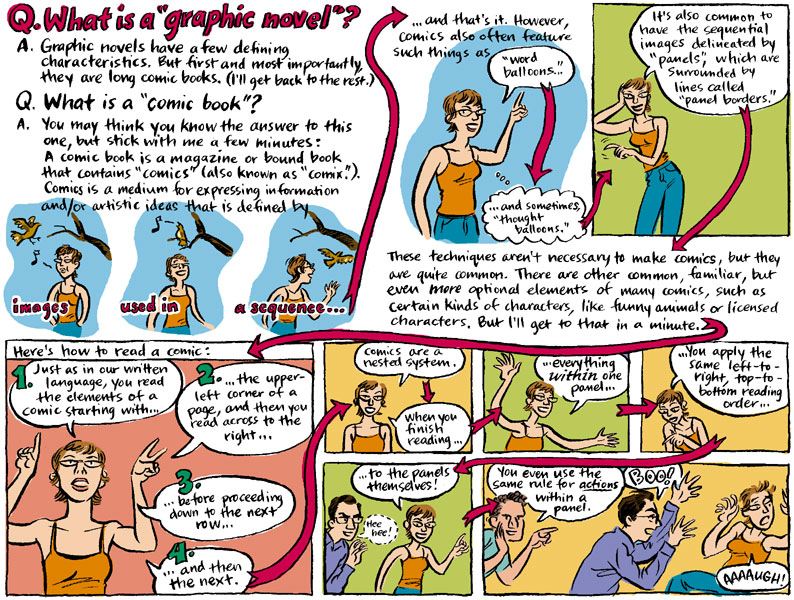
Sehr treffend fasst Jessica Abel den Begriff Comic auf Seite 1 in ihrem Comic Strip What is a "graphic novel"?, erstmals erschienen 2002 als Webcomic in artbomb.net, zusammen. Quelle: https://dw-wp.com/resources/what-is-a-graphic-novel/ (2022-06-26)

Comics sind heute eine eigenständige Kunstform mit einem eigenen Forschungsfeld, obwohl René Mounajed darauf hinweist, dass der Ausdruck Comic "nicht hinreichend" bezeichnet wird. Für Juliane Blank hat die Definition des Untersuchungsgegenstandes in der Comicforschung "eine besondere Tradition", da es bis heute "keinen endgültigen Konsens über die Intension und Extension des Begriffes" gibt. Weil Techniken, wo Text und Bild miteinander kombiniert werden, in verschiedenen Medien zum Einsatz kommen, ist die Abgrenzung zwischen Comics und verwandten Kunstgattungen unscharf.

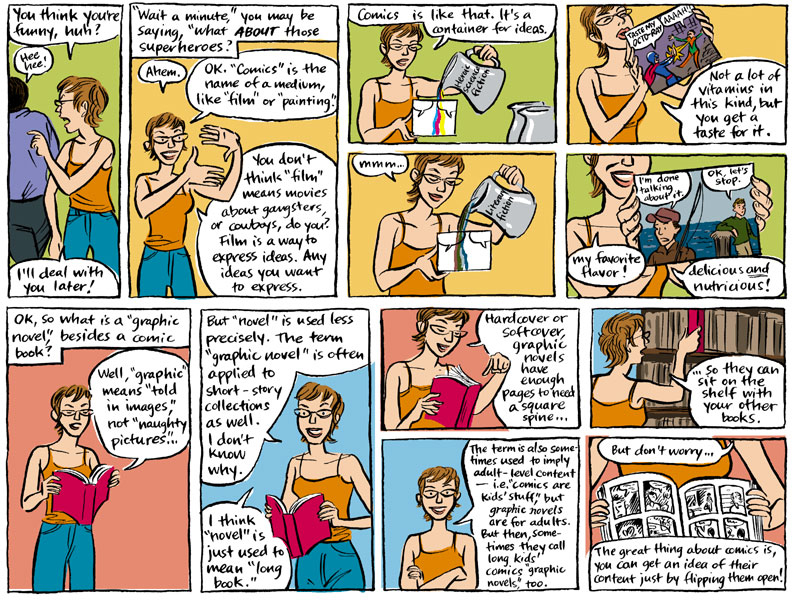
Seite 2 von What is a "graphic novel"? von Jessica Abel, erstmals erschienen als Webcomic im Jahr 2002

Angelehnt an Will Eisners Begriff Sequential Art bezeichnet Scott McCloud Comics als "zu räumlichen Sequenzen angeordnete, bildliche oder andere Zeichen, die Informationen vermitteln und/oder eine ästhetische Wirkung beim Betrachter erzeugen sollen". Diese Definition lässt allerdings offen, mit welchen formalen Mitteln die Bilder zu einer Bildfolge angeordnet sein müssen, um sie von den verwandten Kunstgattungen illustrierte Texte, Plakate, Fotoromane oder Fotoreportagen/Bildreportagen abgrenzen zu können.
Ähnlich wie illustrierte Texte, Plakate und Fotoreportagen/Bildreportagen weisen Comics eine Kombinationen aus Bildern und Textelementen auf. Stephan Ditschke, Katherina Kroucheva und Daniel Stein nennen deshalb neben der sequenziellen Erzählweise "die Kombination von Text und Bild", "serielles Medium" und "kulturelle Artefakte" (= übliche Publikationsformate, wie comic book, comic strip, Magazine, Graphic Novel, Online-Plattform) als weitere Erkennungszeichen. Das zweite Kriterium verweist auf den Umstand, dass viele Comics in regelmäßigen Zeitabständen als eigenständige Serie veröffentlicht werden, allerdings können Werke auch als in sich abgeschlossene Einzelstücke publiziert werden.
Juliane Blank weist darauf hin, dass illustrierte Texte und Comics eine Gemeinsamkeit haben. Comicschaffender und Illustrator müssen eine Auswahl aus den unendlich vielen Darstellungsmöglichkeiten auf der gedruckten Seite bzw. digitalen Leinwand zu einer Erzählung reduzieren, allerdings wird mit Text und Bild in beiden Medien unterschiedlich umgegangen. Während der dominante Informationskanal beim Lesen eines illustrierten Textes die Schrift ist, setzt das Lesen eines Comics eine andere Betrachtungsweise voraus. Nach Klaus Schikowski muss eine Person in der Lage sein, eine Verbindung zwischen den Einzelbildern (= Panels) unabhängig davon, "wie nah oder wie fern die Bildinhalte zueinander stehen", herzustellen. Ähnlich wie in früheren Stummfilmen rekonstruiert der Rezipient die Erzählung im Kopf, indem er die beiden parallelen Informationsträger Bild und Text erkennt, korrekt codiert und miteinander zu einer Handlung verknüpft. Diese verknüpfende Betrachtungsweise von Text- und Bildelementen unterscheidet einen Comic auch von Plakaten und Fotoreportagen/Bildreportagen, wo der Text die Erzählung vorantreibt, während das Bild in den Kontext des Schriftstückes eingebettet ist. Treffend spricht Dietrich Grünewald von einem übergeordneten "Prinzip Bildgeschichte" für alle Formen von Comics, die sich ab 1900 entwickelt haben.

## Historischer Überblick

### Erste Anfänge in den 1930er und 1940er Jahren

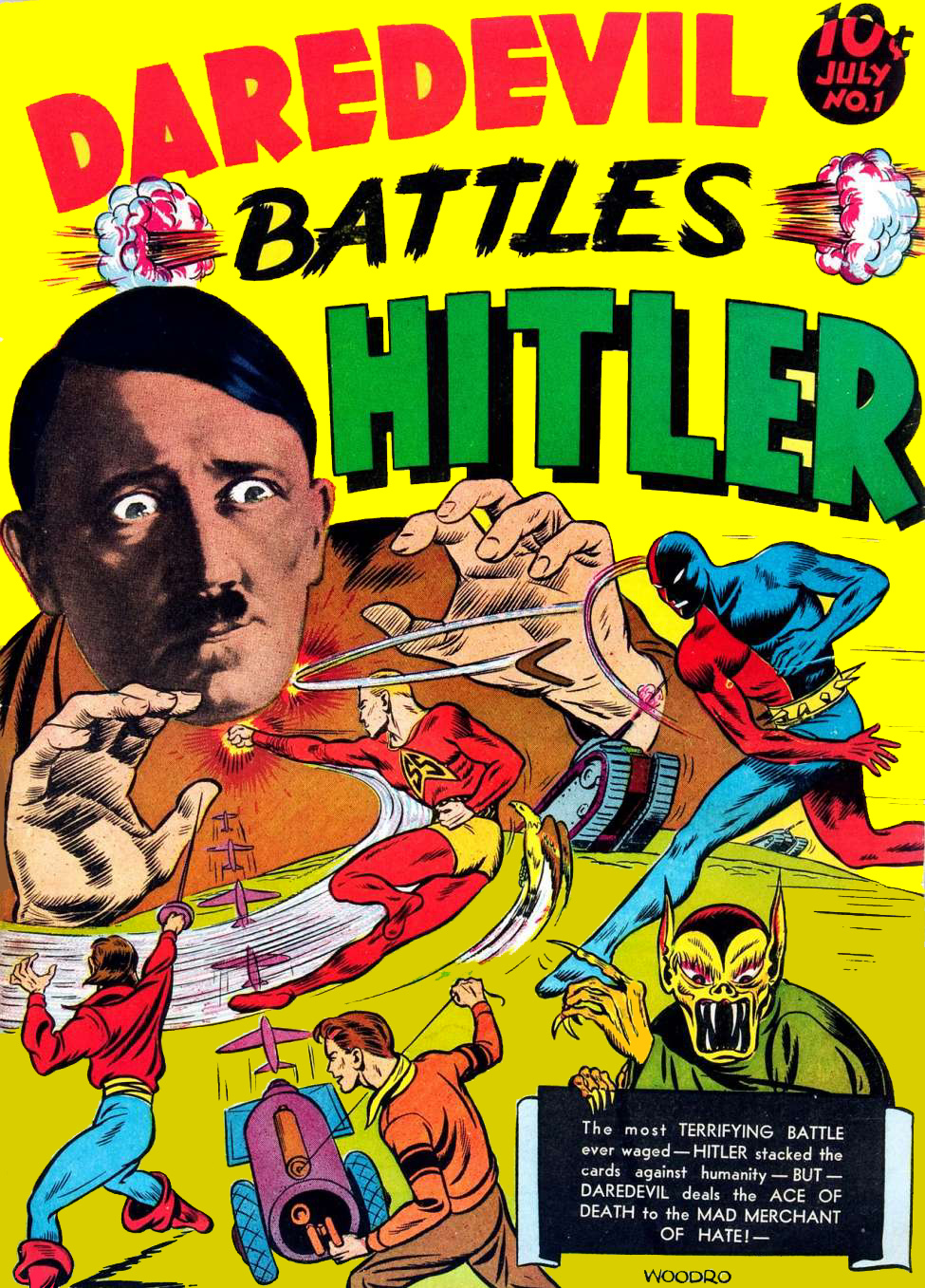
Cover von Daredevil battles Hitler in Daredevil#1 von Charles Biro (Zeichnung) & Bob Wood (Tusche/Tinte), Lev Gleason Pubs, Juli 1941.

Vor dem Eintritt der USA in den Zweiten Weltkrieg und während des US-amerikanischen Kampfeinsatzes wurden Superhelden, wie Superman, Batman, Wonder Woman (DC Verlag) oder Captain America (Marvel Verlag), auch zur Kriegspropaganda eingesetzt, indem sie entweder auf ihren Missionen demokratische Grundwerte gegen Faschismus oder Kommunismus verteidigten oder als Werbemittel für den Kauf von Kriegsanleihen dienten. Nach 1945 erfreuten sich Bildgeschichten aus dem Genre War comics in englischsprachigen Ländern großer Beliebtheit. Serien, wie G.I. Combat, veröffentlicht von Quality Comics (1952–1956), Blackhawk von Quality Comics & DC Comics (1941–1984), Sgt. Rock, erstmals erschienen unter dem Titel Our Army at War ab 1952, oder Sgt. Fury and his Howling Commandos, erschienen im Marvel Verlag (1963–1981), oder Commando Comics, veröffentlicht in D. C. Thompson & Co. Verlag (1961 – heute), haben zwar reale Kampfhandlungen zum Vorbild, allerdings zielen diese Bildgeschichten primär auf einen hohen Unterhaltungswert ab. Teilweise wurde Krieg als ein ehrenvolle Tat glorifiziert und/oder die Handlung stark vereinfacht. Andere Künstler und Künstlerinnen, u. a. Jack Davis, Marie Severin, Will Elder, Wally Wood, Joe Kubert, Russ Heath und John Severin, unter der Leitung von Harvey Kurtzman bemühten sich in den Serien Two-Fisted Tales, erschienen im EC Verlag (1951–1955), und Frontline Combat, erschienen im EC Verlag (1951–1954), um einen Realitätsbezug.
Ab den frühen 1950er Jahren entstanden auch Horrorgeschichten über Nazi-Kommandanten der KZ-Lager, die von ihren jüdischen Opfern heimgesucht werden. The Tattooed Heart in Beware! Terror Tales #4 von Harry Harrison, veröffentlicht 1953 in Fawcett Comics, ist ein gutes Beispiel dafür. Diese und andere Horrorgeschichten führten in Teilen der Bevölkerung zunehmend zu einer ablehnenden Haltung. Die Schrift Seduction of the Innocent von Frederic Wertham (1954) bildete die Grundlage für ein Zerwürfnis zwischen Regierung und Comicproduktion, ob die Darstellungen in Comics zum Schutz der Jugend stärker reguliert werden soll. Jeff Adams stellt allerdings mit Verweis auf einem Text von Martin Barker (1984) fest, dass die Vorbehalte ausgelöst durch Horrorcomics unbegründet sind. Jedenfalls führte die Einführung des sogenannten Code of Comic Magazin Association of America, Incorporated, eine Art Selbstregulierungsprogramm der Comic-Verlage in den USA und Großbritannien, ab dem Jahr 1954 dazu, dass Nacktheit, Drogen, groteske Motive und Gewalt verherrlichende Bilder in vielen Druckwerken einer Zensur unterworfen oder gänzlich verboten wurden. Dies stellte Künstler vor gewisse Herausforderungen, weshalb sich der Fokus der ab 1955 neu veröffentlichten Bildgeschichten auf humorvolle Funnies und Abenteuergeschichten verlagerte, während Versuche, Comics für eine erwachsene Leserschaft attraktiv zu machen, gehemmt wurden. So nahm die Quantität der veröffentlichten Comichefte (von ca. 650 auf rund 300 veröffentlichten Werken pro Monat) ab. Auch Krieg musste mit Inkrafttreten des Comic Code Authority auf eine subtilere Art in einer Bildgeschichte verarbeitet werden. Etwa in Master Race von Bernie Krigstein und Al Feldstein, veröffentlicht 1955 in Impact #1 (EC-Verlag), werden die Opfer der Konzentrationslager nicht direkt gezeigt. Stattdessen verwechselt der (fiktive) ehemalige Lagerkommandant Carl Reissman einen fremden Passanten mit einem seiner Lageropfer. Aus Furcht vor Vergeltung rennt er aus der U-Bahn und stützt letzten Endes vor einem fahrenden Zug.

### Neue Impulse in den 1970er und 1980er Jahren
Im Zuge der Spannungen in den 1960er und 1970er Jahren, wie Rassenunruhen in Nordamerika, Frauenbewegung, `May Events´ in Paris und Vietnam-Krieg, griffen Comickünstler zunehmend politische oder soziale Themen auf. Die Bildgeschichten jener Epoche werden als Underground Comics (oder Comix) bezeichnet. Comix-Zeichner wollten sich in einer Zeit, als Comic Code Druckwerke reglementierte, mit Themen rund um Sex, Drogen, Musik, Protest und/oder Coming-of-Age vom Mainstream distanzieren und eine direkte Form des grafischen Ausdrucks finden.

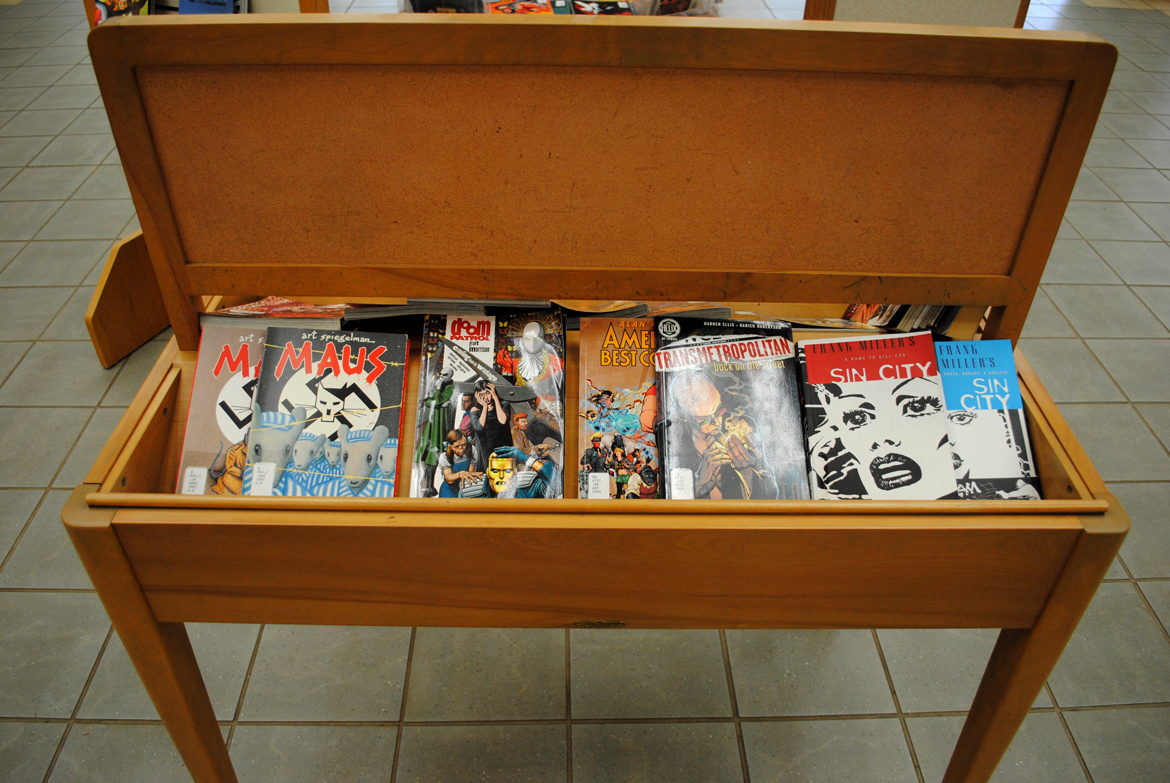
Verschiedene Graphic Novels zur Verfügung gestellt des Environmental, Philosophy, and Astronomy Club, ausgestellt in Carmi Chael Library, 2011

Die Entwicklung des Publikationsformates Graphic Novel (dt.= "gezeichneter Roman") setzte neue Maßstäbe an einen Comic-Band. Um den Anspruch, ernsthafte Themen zu behandeln, in seinem Werk zu untermauern, nannte Eisner sein Werk A Contract with God (1978) Graphic Novel. Da es sich hierbei streng genommen um keinen in sich abgeschlossenen Roman, sondern um eine Ansammlung von vier Kurzgeschichten handelt, erscheint die Bezeichnung Graphic Novel unpassend, aber es war ein gelungener Marketingtrick von Eisner, seine Arbeit in einen Belletristik-Verlag zu veröffentlichen. Eisners Engagement trug dazu bei, den Begriff im angloamerikanischen Raum bekannt zu machen. Bezüglich der erzählerischen Qualität und der grafischen Ausdrucksformen zeichnet sich ab Ende der 1980er Jahre ein Paradigmenwechsel ab: Angeregt durch die Experimentierfreudigkeit der Comix-Bewegung, werden die Ausdrucksformen des Comics vielfältiger und anspruchsvoller. Klaus Schikowski zufolge dominiert nicht mehr das Gebot der Serie, sondern eine große Bandbreite von originellen, in sich abgeschlossenen Comic-Geschichten hat sich etabliert.

### Moderne Bildgeschichten ab den 1990er und 2000er Jahren
Für Klaus Schikowski nimmt die Diversität des Comics zu und die unterschiedlichen Formen des grafischen Erzählens lassen sich schwer unter einzelne Begriffe zusammenfassen. Zum einen werden mit der zunehmenden Popularität des Mangas in Europa und Nordamerika die Grenzen zwischen den unterschiedlichen Zeichenstilen fließender. Zum anderen haben sich Autobiographien bzw. Biographien, Literatur-Comics/Literaturadaptionen und dokumentarische Comics als neue Genres etabliert. Hierbei lässt sich eine Konzentration auf das Format Graphic Novel im deutschsprachigen Verlagswesen beobachten. Hinsichtlich der erzählerischen Qualität hält Schikowski fest, dass auch neue Ausdrucksmöglichkeiten getestet werden: Das konventionelle Panellayout wird vernachlässigt, Panelgrenzen weggelassen, längere Erzählpassagen oder Abschnitte in Prosa eingefügt und/oder eine Erzählfigur in die Handlung integriert.
Anfangs sind neuere Comic-Romane etwas einseitig in ihrer Thematik, weil hauptsächlich nur über das eigene Leben berichtet wird. Die Themen bewegen sich von der Zeit zwischen der Jugend und des Erwachsenwerdens (= Coming of Age), Auswirkungen von Krankheit oder sexueller Orientierung auf die eigene Familie, bis hin zu Tagebuch-Comics. Seitdem Graphic Novels im Verlagswesen als Abgrenzung zu den traditionellen Formaten immer populärer werden, zeichnet sich eine Änderung der Ansprüche an das grafische Erzählen ab. Nicht mehr das Gebot der Serie und die Wiederholung stereotyper Symbole dominiert, sondern die Originalität der Erzählung nach dem Motto "»Story is King«, wie es der italienische Comic-Zeichner Igort treffend festgestellt hat", steht im Vordergrund. So zeichnen sich zeitgenössische Comic-Romane nicht nur durch eine große Fächerung nach sozialen, ökologischen, ökonomischen und politischen Themen aus, sondern auch Comic-Biographien bekannter kulturgeschichtlicher Persönlichkeiten, wie Platon, Friedrich Nietzsche, Mies van der Rohe, Johnny Cash oder Anne Frank, Literaturadaptionen bekannter Klassiker, Comic-Reportagen und autobiographische Comics begegnet man immer häufiger. Das Land der Erinnerungen und die subjektive Perspektive, angeregt durch den autobiographischen Ansatz von Robert Crumb (siehe I Remember the Sixties), Harvey Pekar (siehe American Splendor) und Art Spiegelman (siehe Maus. A survivor´s tale), werden zu einem markanten Merkmal vieler Neuveröffentlichungen. Das Werk Persepolis von Marjane Satrapi (2000–2003) ist ein Beispiel dafür. In der Bildgeschichte rekonstruiert die Autorin in holzschnittartigen Zeichnungen mit hohem Kontrast zwischen reinem Schwarz und Weiß (angelehnt an die französische Autorengruppe L´Association) ihre Kindheit im Iran und ihr Asyl in Österreich und Frankreich. Der Comic-Journalist Joe Sacco integriert sich in seinen Reportagen als gezeichnete Figur, um der Bildgeschichte Authentizität zu verleihen. Ari Folman und David Polonsky verarbeiten in Waltz with Bashir (2009) die Massaker in den palästinensischen Flüchtlingslagern Sabra und Shatila, indem Ari auf seiner Reise ehemalige Soldaten, Kriegsreporter und Psychologen interviewt, um seine verdrängten Erinnerungen an den Libanonkrieg von 1982 allmählich wiederzuentdecken.

## Genre

### Historische Comics / Geschichtscomics
Nach einer Untersuchung von Silke Telaar sind Geschichtscomics all jene Werke, „deren Handlung deutlich erkennbar in einer früheren verbürgten Zeit spielen“. So widmet sich zwar nur eine Minderheit der marktüblichen Comictitel explizit Themen aus Politik und Geschichte, allerdings kann ein Comic dann historisch sein, wenn die Bilder und/oder Textelemente eine Vorstellung von einer historischen Epoche, Persönlichkeit oder Ereignis im Kopf des Betrachters erzeugen. Angelehnt an die Theorien von Gundermann (2007) und Pendel (1993) unterteilt Heinrich Ammerer in seinem Text historische Comics in die vier folgenden Kategorien:
1. TYP 1 – Comic-Geschichtsparodien
2. TYP 2 – historisierende Comic-Abenteuerimaginationen
3. TYP 3 – Realgeschichtliche Comic-Erzählungen
4. TYP 4 – Die Comic-(Auto)Biographie

#### Comic-Geschichtsparodien
Figuren in Comic-Geschichtsparodien handeln nach Denk- und Handlungsmustern der Gegenwart. Die Akteure entsprechen einem historischen Typus (=”Typenauthentizität”), der zwar grob das Narrativ einer historischen Epoche in der breiten Öffentlichkeit repräsentiert, aber die exakte Darstellung der historischen Vorbilder, Orte oder Sachverhalte spielt eine untergeordnete Rolle. Das in der Bildgeschichte entworfene, historische Szenario dient mehr der Ironisierung der Handlung. So ist etwa in dem Comic-StripHäger der Schreckliche von Strips von Browne der Protagonist aufgrund seiner Kleidung als Wikinger identifizierbar, aber Text und Handlungen verweisen auf Muster der Gegenwart.

#### Historisierende Comic-Abenteuerimaginationen
In TYP 2 wird eine “Repräsentationsauthentizität” in der Handlung geschaffen. Die Bildgeschichte steht stellvertretend für ein historisches Szenario. Dies kann hilfreich sein, um die wesentlichen Ereignisse einer Epoche zu veranschaulichen, allerdings orientiert sich die Abenteuergeschichte wenig an Fakten und/oder die Komplexität der Handlung wird zugunsten einer leicht verständlichen Bildgeschichte reduziert. Die Handlung soll mehr für das Geschehen repräsentativ sein und einen hohen Unterhaltungswert haben. Der 1937 in Deutschland veröffentlichte Prinz Eisenherz von Hal Foster gilt als der erste Geschichtscomic. Zwar recherchierte Foster sehr akribisch zu den Kostümen und Architektur aus dem 12. und 13. Jahrhundert. Auch platzierte Foster den Text nicht in Blasen, sondern angelehnt an frühe Stummfilme und Fotoromane, unter die Panels, allerdings suggerieren hier die Zeichnungen nur eine historische Authentizität. Letzten Endes basieren die Abenteuer des Prinzen auf keinen gesicherten historischen Erkenntnissen.

#### Realgeschichtliche Comic-Erzählungen
Vertreter von TYP 3 erheben den Anspruch, den historischen Sachverhalt mittels “Faktenauthentizität” möglichst originalgetreu wiederzugeben. Dabei geht es weniger um die “Stimmigkeit der Einzelhandlungen”, sondern um die “Plausibilität der Gesamtdarstellung”. So basiert die Bildgeschichte Peršmanhof. 25. April 1945 von Evelyn Steinthaler und Verena Loisel auf den Ergebnissen von Historikern, u. a. Lisa Rettl, die auch an dem Werk mitgewirkt hat. In gewisser Hinsicht könnte man diesen Typ auch als dokumentarisch bezeichnen, wenn man die Dokumentation als die Vermittlung von lebensweltlichen Erfahrungen oder Ereignissen betrachtet. Durch die faktengestützte Bildgeschichte kann der im Comic vorliegende Sachverhalt treffend beschrieben werden, allerdings wird häufig nur ein Einzelfall thematisiert. Selten kann der Sachverhalt in seinem Gesamtausmaß mit allen historischen, auch gegenwarts-politischen, sozialen, wirtschaftlichen, ökologischen und/oder kulturellen Facetten in dem Comic durchleuchtet werden.

#### Die Comic-(Auto)Biographie
Die Biographie oder Autobiographie zeigen das Leben oder den Lebensabschnitt einer Person. Authentizität wird durch die möglichst genaue Nacherzählung des Erlebten der vorgestellten Personen geschaffen. So basiert Maus von Art Spiegelman (1986; 1991) auf den Erfahrungen von Vladek Spiegelman. Speziell in diesem Werk integrierte Spiegelman sich als gezeichnete Figur Artie in die Handlung, wenn er seinen Vater nach seiner Vergangenheit befragt. Damit ist Maus sowohl autobiographisch, als auch biographisch, weil er die Erzählstränge über das Leben Vladeks im Konzentrationslager Auschwitz und Arts privates Verhältnis zu seinem Vater miteinander verknüpft. In anderen Werke, wie Frauen hinter Stacheldraht von Karel Osoha, Tomáš Kučerovský, Petra J. Stibitzová, Ondřej Nezbeda, Tomáš Hodan und Petra Soukupová (2017) oder Nieder mit Hitler! von Jochen Voit und Hamed Eshrat (2018), wird der Graphic Novel Fotografien der vorgestellten Personen eingefügt. Wiederum andere Werke, wie Der Fotograf von Mauthausen von Salva Rubio, Pedro J. Colombo und Aintzane Landa (2019), verfügen am Ende der Bildgeschichte über ein historisches Dossier, um das Leben der vorgestellten Person in einen übergeordneten historischen Kontext einzubetten.
All diese Maßnahmen dienen der Schaffung eines Realitätsbezugs im Werk. Hinsichtlich der Authentisierungsmechanismen hält Chantal C. Michel fest, dass dann "ein Realitätsbezug" geschaffen wird, wenn "der Leser davon ausgehen kann", dass bei der "vorliegenden Darstellung der Wirklichkeit der Autor die Faktizität der Welt im Auge gehabt und respektiert hat". So kann der Leser durch die Offenlegung der Quellen die Handlung selbst überprüfen oder die Figuren als reale Personen außerhalb der Comicwelt wahrnehmen.
Heinrich Ammerer merkt hinsichtlich der Authentizität in Comic-(Auto)Biographien an, dass TYP 4 die Leserschaft überwiegend auf einer emotionaler Ebene anspricht, da eine Person stellvertretend für eine Gruppe Zeugnis ablegt und/oder die Comicfigur ein historisches Szenario repräsentiert. Diese „Erlebnisauthentizität“ kann einen Zugang zu einem komplexen Sachverhalt erleichtern, allerdings birgt die alleinige Adressierung auf affektiver Ebene die Gefahr in sich, dass wesentliches historisches Wissen ausgeklammert werden.

### Die Comic-Reportage/Dokumentarischer Comics
Mit seinem Werk Palestine (1993 – 1995) begründete Joe Sacco das Genre: Dokumentarische Comic (vom Englischen documentary comic). Heute werden auch die Worte Reportage-Comic oder Comic-Reportage synonym verwendet. Sacco arbeitet autobiographisch, weil er seine Erfahrungen als gezeichnete Comicfigur in einem cartoonhaften Stil mit übergroßen Füßen der Leserschaft präsentiert. Gleichzeitig geht Sacco in Palestine (1993 – 1995) streng dokumentarisch vor. So legt Sacco seine Quellen offen, indem er sich selbst bei der Recherche und Zeugenbefragung zeichnet. Lange Zeit war Sacco der einzige Comiczeichner, der auf diesem speziellen Gebiet arbeitete.
Ab den frühen 2000er Jahren etablierte sich der dokumentarische Comic als Mischung aus dem Publikationsformat Graphic Novel, dem Genre (Auto-)Biographie und essayistischem Schreiben. Das Wort dokumentarisch bezieht sich dabei nicht auf einen bestimmten Stil oder eine journalistische Form, sondern entscheidend ist, dass mittels entsprechender Visualisierungsstrategien Authentizität im Comic geschaffen wird. Pascal Lefévre unterteilt dokumentarische Comics in Form einer offenen Klassifikation in fünf „Modi“, indem er die Filmwissenschaften von Erik Barauw (1993), Michael Renov (1993), Carl Plantinga (1997), David Bordwell/Kristen Thompson (1986) und Bill Nichols (2001) auf Comics überträgt.

#### Der "poetische Modus"
Im Dokumentarfilm verzichtet der poetische Modus auf die Konventionen des unsichtbaren Schnitts (continuity editing) und die Verankerung der Geschehnisse an einem bestimmten Ort zu einer klar definierten Zeit. Stattdessen wird das Rohmaterial aus der realen Welt auf eine Weise verändert, sodass die Stimmung/Erzählatmosphäre in den Vordergrund gestellt wird. Wird diese Erzählweise auf das Medium Comic übertragen, lassen sich einige Unterschiede beobachten. Im Comic lassen sich Ton oder Geräusche nur mit Sprech-, Gedankenblasen, Text-Inserts oder Onomatopöien repräsentativ darstellen. Ebenso kann der Zeichner durch eine gut gewählte Bildabfolge bestimmte Gefühle und Sinneseindrücke ohne Textelemente erzeugen. Ein weiterer Unterschied zum Film ist, dass Comicseiten mehrere Bilder aufweisen, während beim Film ein Bild rasch hintereinander auf einer Fläche projiziert wird. Demnach kann der Betrachter im Comic die Lesegeschwindigkeit selbst bestimmen, während die Abfolge im Film von den Produzenten vorgegeben wird.
Ein gutes Beispiel für den poetischen Modus ist der Comic Frauen hinter Stacheldraht (2017), eine Ansammlung von drei Kurzgeschichten über das Leben von drei Frauen im nazistischen Arbeitslagern. Die drei Bildgeschichte zielen darauf ab, die Leserschaft in die Gefühlswelt dieser Frauen mit ein zu beziehen. Zur Schaffung von Authentizität werden nach der Comic-Kurzgeschichte Porträtfotos der vorgestellten Frauen und deren Angehörigen und Sachtexte über die historischen Sachverhalte in das Werk eingefügt.

#### Der "expositorische Modus"
Der expositorische Modus bezieht sich stärker auf Fragmente der realen Welt und beruht stark auf der internen Logik des vorgebrachten Arguments. Der Anschein von Objektivität wird dem Leser mehr durch überzeugende Argumente in Form von Textelementen, meist Text-Kästen verfasst als Kommentar in der dritten Person, erweckt, während Bilder lediglich eine untergeordnete, illustrierende Rolle spielen. Der Realitätsbezug wird neben überzeugenden Argumenten durch eine Vielzahl von Quellen, wie Filmsequenzen, Interviews oder Archivmaterial verstärkt, wenn das gezeichnete Bild nicht ausreicht.
Ein Beispiel für den expositorischen Modus ist das Werk Weisse Wölfe von David Schraven und Jan Feindt (2015) über die Tätigkeiten von neo-nationalistischen Terrorgruppen in Europa.

#### Der "beobachtende Modus"
Im Comic kann nur von einem pseudo-beobachteten Modus gesprochen werden, da ein gezeichnetes oder gemaltes Bild immer eine klare Intervention des Künstlers darstellt. Selbst fotografische Werke, denen oft Wirklichkeitstreue nachgesagt wird, sind nicht frei von der Interpretation des Künstlers. Trotzdem ist es unter dem Einsatz bestimmter formaler Mittel möglich, dass ein dokumentarischer Comic beim Betrachter eine ähnliche Wahrnehmung generieren kann, wie wenn eine Kamera die Eindrücke einfängt.
Ein gutes Beispiel für den beobachtenden Modus ist Wannsee von Fabrice Le Hénanff (2019). Durch die ausgewählte Bildabfolge nimmt der Leser als Beobachter an der bekannten Konferenz vom 20. Januar 1942 von fünfzehn hochrangiger Nazi-Kommandanten in dem Berliner Vorort Wannsee, auf der die sogenannte Endlösung der Juden in Europa beschlossen und organisiert wurde, teil.

#### Der interaktive Modus
„Im interaktiven Modus interagiert der dokumentarische Filmemacher (und seine Crew) offen mit der dargestellten Welt“. Es handelt sich hierbei um einen partizipatorischen Zugang, wie der Filmemacher eine bestimmte Situation wahrnimmt bzw. erlebt. Im Gegensatz zur filmischen Dokumentation, wo dem Zuseher die Interaktion zwischen dem Filmemacher und den interviewten Personen so vor Augen geführt wird, als ob man live dabei wäre, wird im Comic dem Leser eine gezeichnete Figur als Repräsentation präsentiert. So kreiert Joe Sacco in seinen Comic-Reportagen eine gezeichneter Figur von sich selbst, die in der Bildgeschichte mit den interviewten Parteien interagiert. Die direkte Partizipation kann für die Dokumentation ergiebig sein, weil es einen unmittelbaren Eindruck vermittelt bzw. den Rezipienten auf emotionaler Ebene anspricht.
Allerdings bietet die große Nähe zu den Betroffenen auch Risiken für eine neutrale Berichterstattung. Ähnlich wie bei Kriegsreportern des Genres Embedded Journalism, denen aufgrund der räumlichen Nähe zu den Truppen bzw. Opfern ein übersteigertes Mitgefühl nach dem Muster des Stockholm-Syndroms und/oder eine eingeschränkte Sichtweise auf das Ganze nach dem Muster des Soda-Strow-Effekt nachgesagt wird, kann sich die subjektive Sichtweise negativ auf die Berichterstattung im Comic auswirken, wenn ein Künstler eine zu große emotionale Nähe zu den Betroffenen entwickelt. Treffend weist Joe Sacco auf seine Probleme mit zu großer Nähe hin, wenn er an einer Stelle in Palestine (1993–1995) sagt, als ihm ein Palästinenser namens Sameh bei Saccos Besuch im Flüchtlingslager Dschabaliya einen Teil seiner Unterwäsche anbot: "Man kann am Tisch eines Flüchtlings essen und man kann in seinem Bett schlafen...man kann in seinem Schlamm waten und über dieselben toten Ratten steigen...Aber seine Unterwäsche tragen? Etwas Distanz muss man wahren...".

#### Der "performative Modus"
Der performative Zugang zu einer Dokumentation soll primär die Gefühle des Betrachters ansprechen und bietet dem Leser die Chance, über den Einzelfall in einen komplexen Sach- und Wirkungszusammenhang einzusteigen. Wenn der Betrachter die persönliche Perspektive der Protagonisten nachvollziehen kann, kann er anhand von Einzelfällen komplexe Krisensituationen einfach verstehen.
Diese Herangehensweise lässt sich u. a. in Der Fotograf von Mauthausen von Salva Rubio, Pedro J. Colombo und Aintzane Landa (2019) beobachten. Durch die Bildgeschichte über das Leben des Häftlings Francisco Boix wird das Leben der etwa 7000 Kriegsgefangenen aus Spanien, die im Zuge des Zweiten Weltkrieges von den Nationalsozialisten im KZ Mauthausen inhaftiert waren, leicht begreifbar.

#### Kombination verschiedener Modi dokumentarischer Comics
Wenn die Comic-Reportage eine Mischung aus Sachcomic, essayistischem Erzählen und (Auto-)Biographie in unterschiedlichen Ausprägungen ist, so überrascht es wenig, wenn Pascal Lefévre darauf hinweist, dass „dokumentarische Comics mehrere dieser Modi in einem Werk verbinden“ können. So nimmt der Leser nicht nur die Beobachterrolle in Wannsee von Fabrice LeHénaff (2019) ein, sondern der Autor bedient sich an einer Stelle des „poetischen Modus“. Auf den Seiten 61 bis 65, wird parallel zu dem Gespräch der Herren, wo SS-Obergruppenführer Reinhard Heydrich, Staatssekretär Dr. Josef Bühler, Sturmbannführer Rudolf Lange und Obersturmbannführer Adolf Eichmann und weitere hochrangige Nazi-Kommandanten die sogenannte Endlösung der Juden besiegeln, alternierend eine zweite Bildsequenz einer Katze, die gerade eine Ratte tötet, gezeigt. Ähnlich wie Katzen die Ungeziefer Ratten bekämpfen, so illustriert diese Szene das drohende Unheil, welches die von den Nationalsozialisten unerwünschten Personengruppen, vor allem Juden, befallen soll.
Unabhängig vom gewählten Modus eines dokumentarischen Comics ist es entscheidend, dass das Bild den historischen oder gesellschaftlich relevanten Sachverhalt auch tatsächlich wiedergeben kann. Im Zusammenhang mit der Glaubwürdigkeit von Zeichnungen meint Andreas Platthaus, dass „durch das prinzipiell verfremdete Bild [...] niemals der Anspruch auf Objektivität erhoben [wird], den klassische journalistische Reportagen durch das abstrakte Medium der Schrift [und des Fotos] nolens volens“ erheben. Weil der dokumentarische Comic nicht den Anforderungen einer journalistischen Reportage entsprechen muss, gibt es Platthaus zufolge „keine ehrlichere Form der Reportage als die in Form eines Comics“. Denn es ist für die Leserschaft leicht erkennbar, dass es sich um eine subjektive Perspektive auf den historischen Sachverhalt handelt. Solange ein Künstler die Arbeit über den Herstellungsprozess seines Comics transparent macht und/oder die verwendeten Quellen der Leserschaft zur Verfügung stellt, kann ein dokumentarischer Comic ein vertrauenswürdiges Medium sein.

### Comic-Journalismus
Comic-journalistische Werke sind eng mit der Comic-Reportage/Dokumentarischer Comic verwandt. Beide Genre bedienen sich als „reported nonfiction told through sequential art“ der Visualisierungsstrategie, in einer Sequenz aus mehreren Einzelbildern und/oder Textelementen eine Bildgeschichte zu erzählen. Weiteres ist beiden gemein, dass sie den Anspruch erheben, lebensweltliche Erfahrungen zu gesellschaftlich relevanten Themen zu vermitteln. Beide unterscheiden sich zumindest im deutschsprachigen Raum vor allem aufgrund des verwendeten Publikationsformates. Während die Comic-Reportage überwiegend als Graphic Novel veröffentlicht wird, können comic-journalistische Werke auch digitale Webcomics in virtuellen Foren oder Beiträge in Zeitungen sein. Nach einem Online-Beitrag von Erin Polgreen könnte man auch Reiseberichte, Porträt-Comics und Infographix zum Comic-Journalismus zählen.

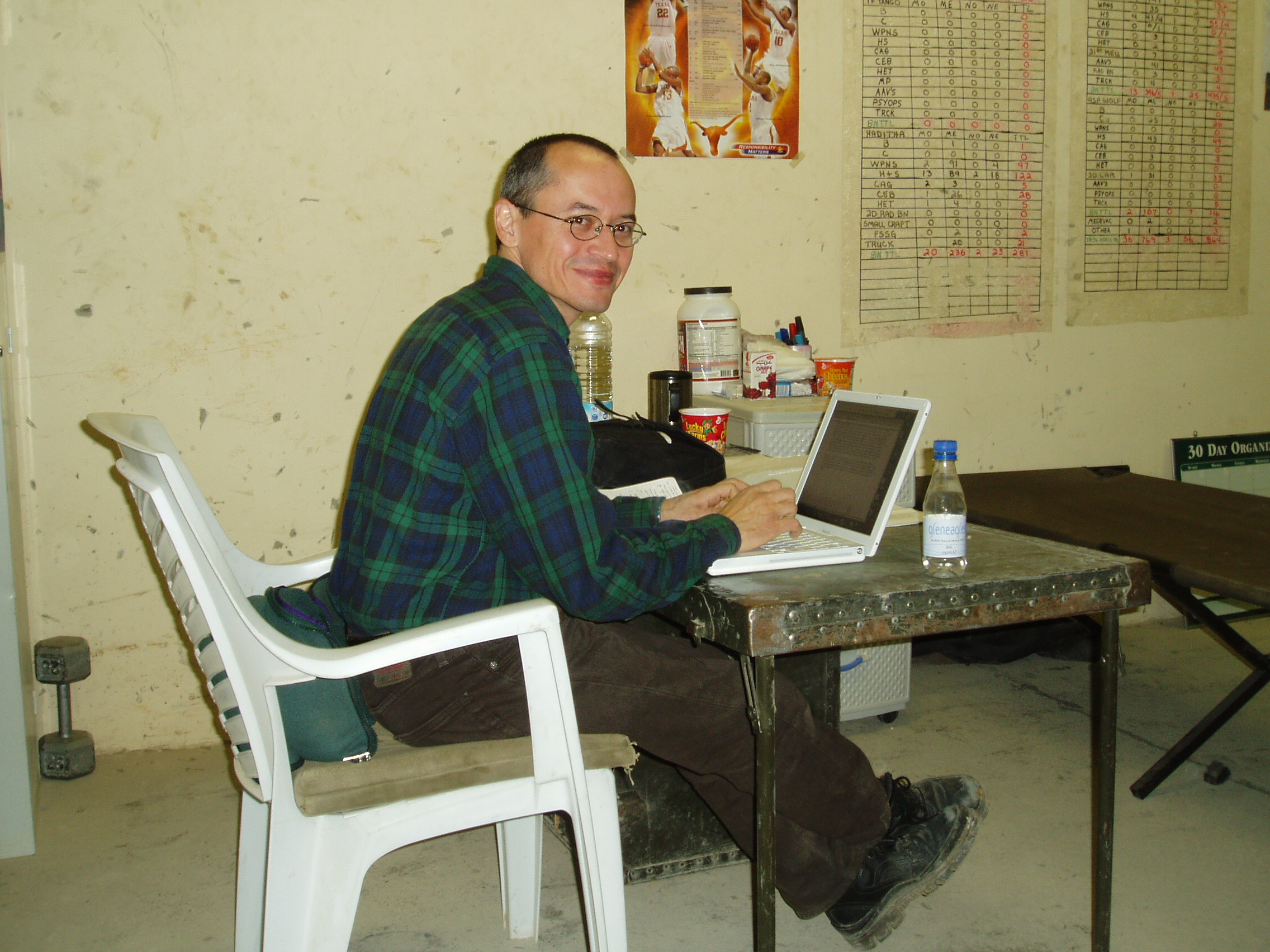
Joe Sacco bei der Recherche für seine Comics im Haditha Dam im Irak begleitet vom 1. US-Battalion des 23. Marine-Korps, 2005

Basierend auf einem Essay von Kristian Williams (2005) steht nach Amy Kiste Nyberg im Zentrum von comic-journalistischen Werken die "Ernsthaftigkeit", die "Nonfiktionalität" und "die Verarbeitung aktueller Ereignisse". Ähnlich wie andere journalistische Genre erhebt der Comic-Journalismus den Anspruch, das Ergebnis einer gut durchgeführten Recherche basierend auf Fakten bzw. deren korrekten Interpretation zu sein. Auch die Comic-Reportage / dokumentarischer Comic erhebt einen Anspruch auf Authentizität, allerdings kann der dokumentarische Comic im Gegensatz zum comic-journalistischen Werken vereinzelt auch fiktive Elemente in der Erzählung beinhalten. Die Grenze zwischen den beiden Genres ist allerdings fließend.
Historisch betrachtet bilden die Comic-Reportagen Palestine (1993 - 1995) und Safe Area Gorazde (2000) von Joe Sacco die Basis dieses neuen Genre. Im Grunde genommen verband Sacco als gelernter Journalist seinen Beruf mit dem Hobby Zeichnen, um die Ergebnisse seiner Recherchen in Buchform zu präsentieren. Andere comic-journalistische Beispiele sind der interaktive Web-Comics I am a leader of my house von Sabiha Faiz, Fahmida Azim, Sara Wong & Irwin Loy (2021), oder die regelmäßig in den Zeitungen Le Temps oder the New York Times erschienenen grafischen Artikel von Patrick Chappatte. Bekannte Vertreter im deutschsprachigen Raum sind die Graphic Novel Weisse Wölfe und Kriegszeiten.